# Brána Nebeského klidu

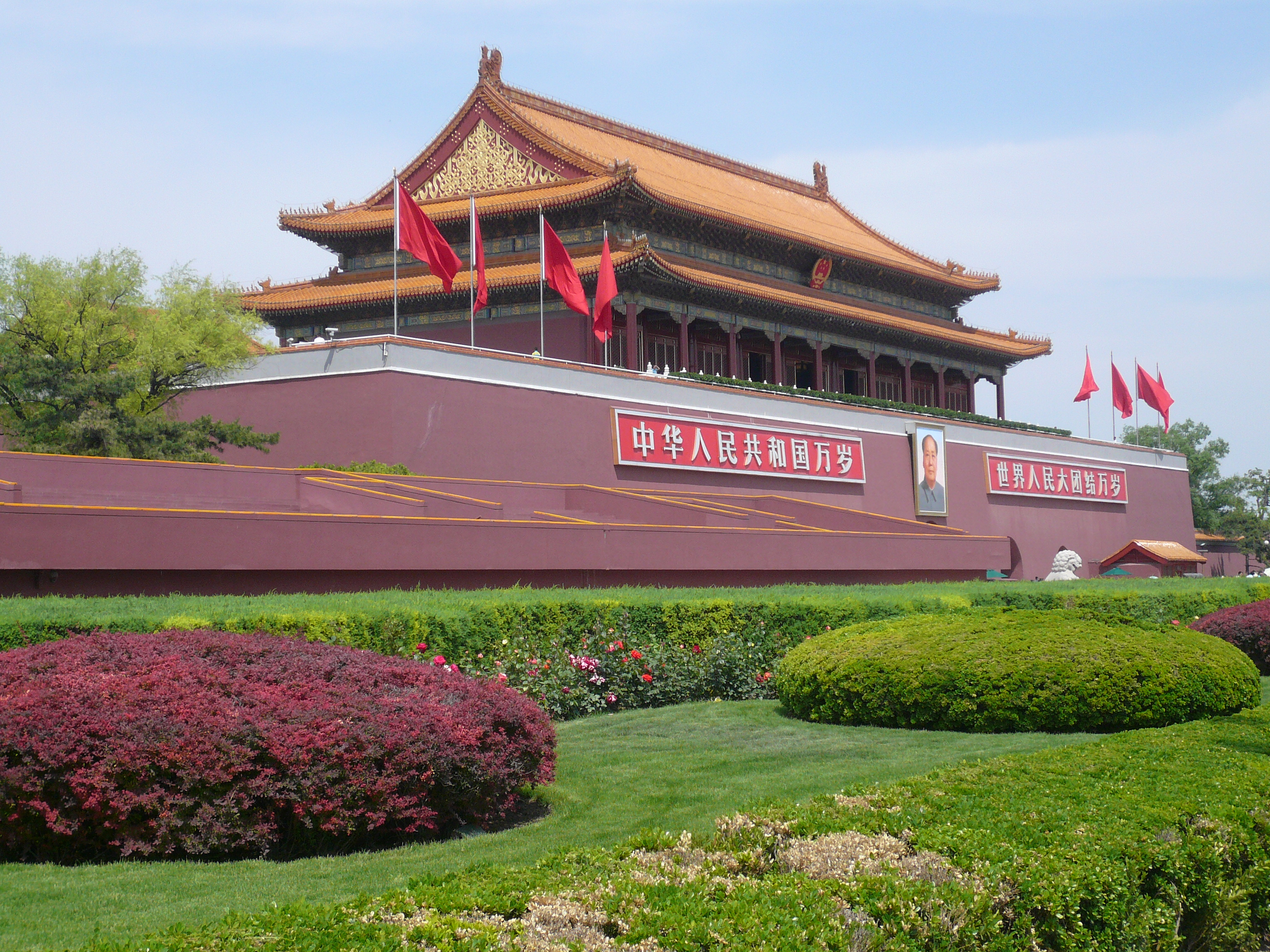
Brána Nebeského klidu

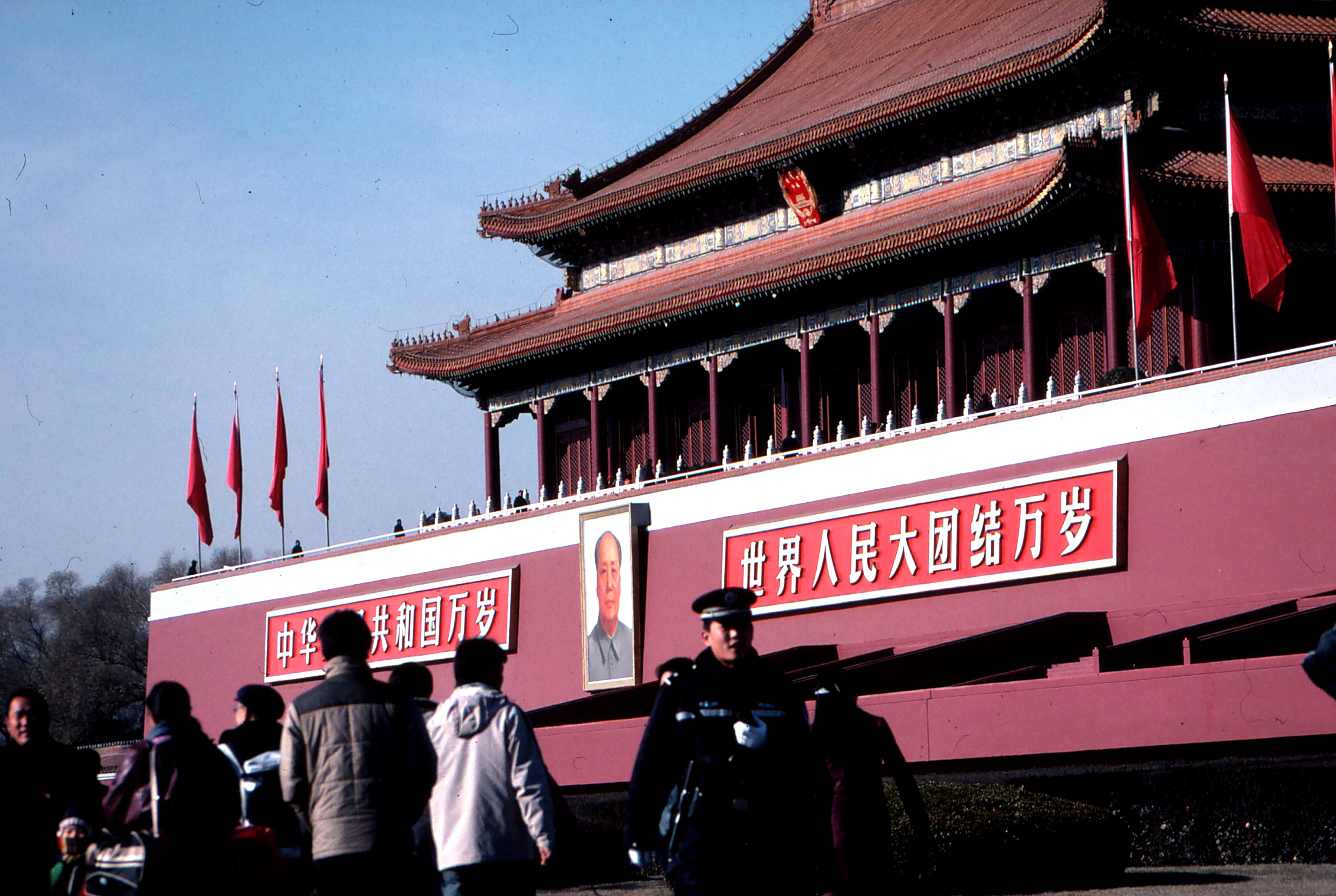
Čelní pohled na bránu Nebeského klidu a vstup do Zakázaného města

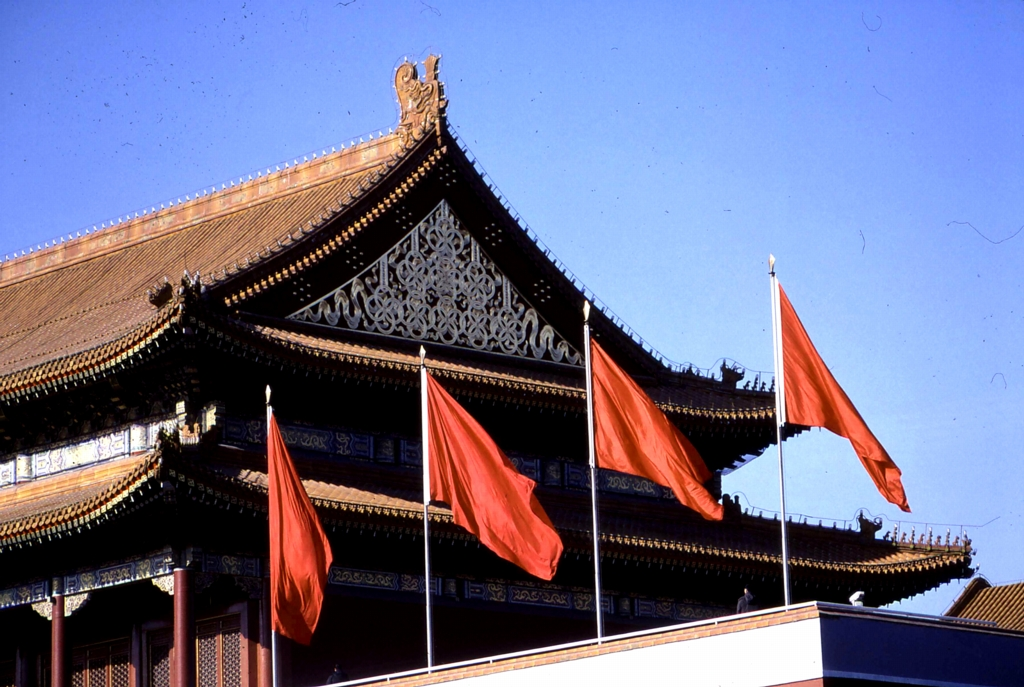
Detail střechy

Brána Nebeského klidu (ZZ: 天安门, TZ: 天安門, pinyin: Tiānānmén, český přepis: Tchien-an-men) je hlavním vstupem do Zakázaného města v čínském Pekingu. Brána je umístěna na severní straně náměstí Nebeského klidu v obvodě Tung-čcheng.

## Název ahistorie
Brána Nebeského klidu bývá v češtině označována také jako brána Nebeského míru nebo Tchien-an-men.
Brána byla postavena v roce 1417 za dynastie Ming a původně nesla název brána Přijetí nebeského (ZZ: 承天门, TZ: 承天門, pinyin: Chéng tiān mén, český přepis: Čcheng-tchien-men). V roce 1457 byla vážně poškozena bleskem a opravena v roce 1465. Ve válce na konci dynastie Ming utrpěla značné škody, když ji v roce 1644 vypálili rebelové vedení Li C'-čchengem. Za vlády dynastie Čching byla v roce 1651 znovu vystavěna do současné podoby a přejmenována na bránu Nebeského míru.
Za dynastie Ming se každé tři roky ve vnitřních prostorách brány konaly státní úřednické zkoušky, jejichž konání bylo později za dynastie Čching přesunuto do císařského paláce.

## Popis
Stejně jako většina významných budov Říše středu má brána jedinečnou dekoraci střechy. Drží však prvenství v počtu figur na římsách.
Před branou stojí dva lvi a další dva střeží mosty. Před branou také stojí dva kamenné sloupy, každý se zvířetem na vrcholu. Tato zvířata zde pravděpodobně dohlížela na císaře – zvíře hledící ven (na jih) mohlo napomenout císaře, pokud zůstal příliš dlouho mimo Zakázané město, zvíře hledící dovnitř (na sever) pak káralo císaře, který setrvával příliš dlouho uvnitř.
Vzhledem k umístění před císařským Zakázaným městem a historickým událostem, které se odehrály na náměstí Nebeského klidu, má brána velký politický význam. Ve 20. století byla brána často zdobena portréty uctívaných osobností. V raných letech Čínské lidové republiky zde při zvláštních příležitostech byly vyvěšovány podobizny Sun Jat-sena, Mao Ce-tunga, Marxe, Engelse, Lenina a Stalina, přičemž čestné místo bylo vyhrazeno Sun Jat-senovi.
Od Maovy smrti v roce 1976 je na čele brány trvale umístěn jeho portrét. Východní a západní stěny nesou obrovské transparenty. Východní (z pohledu pozorovatele vlevo) nese nápis „Dlouhý život Čínské lidové republice“ (中华人民共和国万岁) a západní nápis „Dlouhý život velké jednotě lidstva světa“ (世界人民大团结万岁), dříve však nesl nápis „Dlouhý život ústřední vládě lidu“. Oba transparenty jsou napsány zjednodušenými znaky. Také frázování má velký význam, neboť znaky dlouhý život (万岁, pinyin: wàn suì, český přepis: wan suej, doslova deset tisíc let) byly tradičně vyhrazeny pouze císaři, zatímco dnes jsou již k dispozici pro běžné lidi.
U příležitosti Svátku práce (1. května) a Národního dne ČLR (1. října) se před branou konají vojenské přehlídky.
Ve středověku byla brána Nebeského klidu třetí branou při vstupu do císařského Pekingu. První byla Brána Správného světla, druhá v pořadí stála Čínská brána. 
Brána Nebeského klidu je považována za symbol Čínské lidové republiky a je vyobrazena na státním znaku země.